# Código Civil de Honduras de 1880
El Código Civil de la república de Honduras de 1880 fue emitido durante la administración del Presidente doctor Marco Aurelio Soto y derogó la legislación civil y de familia contenida en las Siete Partidas de Don Alfonso X el Sabio.
Los redactores del Código Civil fueron los doctores Carlos Alberto Úcles Soto y Jerónimo Zelaya, quienes se inspirarón en el Código Civil de Chile de 1855. Este Código entró en vigencia el 1 de enero de 1881 hasta el 15 de septiembre de 1899, cuando fue derogado.
| Predecesor: Siete Partidas de Don Alfonso X el Sabio | Código Civil de Honduras 1881- 1899 | Sucesor: Código Civil de Honduras de 1899 |